# Élection gouvernorale dans l'oblast de Samara de 2024
L'élection gouvernorale dans l'oblast de Samara de 2024 a lieu le 8 septembre 2024 lors des infranationales russes afin d'élire le gouverneur de l'oblast de Samara, l'un des oblasts de la fédération de Russie. Le gouverneur sortant Viatcheslav Fedorichtchev brigue un second mandat.

## Contexte

### National
L'actualité russe est marquée par l'invasion russe de l'Ukraine depuis 2022 ainsi que par la réélection de Vladimir Poutine en mars 2024, élection considérée comme non-libre. Le principal dirigeant de l'opposition russe, Alexeï Navalny, emprisonné depuis 2021, meurt en détention en février 2024.

### Régional
Dmitry Azarov a été nommé gouverneur par intérim de l'oblast de Samara en septembre 2017, en remplacement du gouverneur Nikolaï Merkouchkine. Azarov a remporté à une écrasante majorité les élections de gouverneur de 2018 avec 72,63 % des voix sur un peloton de 5 opposants. Le gouverneur Azarov a été réélu à une écrasante majorité en 2023 avec 83,82 % des voix. 
Malgré sa réélection facile, le gouverneur Azarov est immédiatement entré en conflit public avec Aleksandr Khinshtein, membre de la Douma d'État de la région et ancien journaliste d'investigation, ce qui a conduit Khinshtein à attaquer Azarov et son administration. Tout au long de l'année, plusieurs responsables gouvernementaux actuels et anciens de l'oblast de Samara ont été arrêtés dans le cadre de poursuites pénales, notamment le président du gouvernement de l'oblast de Samara Viktor Koudriachov, le ministre de la construction Mikhaïl Asseïev, l'ancien ministre de la construction Nikolaï Plaksine, le chef du bureau régional des services d'urgence Oleg Boïko, la directrice du département des relations extérieures Vera Chtcherbatchiova, la cheffe de la chambre des comptes Ielena Doubrova, la conseillère du gouverneur Olga Mikheïeva, et l'ancienne présidente de la cour de cassation de l'oblast Alexandre Iefanov. 
En mai 2024, des rumeurs sont apparues sur la démission potentielle d'Azarov. Finalement, le 31 mai 2024, Dmitry Azarov a annoncé sa démission moins d'un an après le début de son deuxième mandat. Plus tard dans la journée, le président russe Vladimir Poutine a rencontré le président du gouvernement de l'oblast de Toula, Viatcheslav Fedorichtchev, et lui a demandé de devenir gouverneur par intérim de l'oblast de Samara, ce que Fedorichtchev a accepté. 

## Système électoral
Le gouverneur est élu au scrutin uninominal majoritaire à deux tours pour un mandat de cinq ans. Est déclaré élu le candidat ayant recueilli la majorité absolue au premier tour. À défaut, les deux candidats arrivés en tête s'affrontent au second tour, et celui recueillant le plus de voix l'emporte. 
Dans l'oblast, les candidats ne peuvent être nommés que par des partis politiques enregistrés. Le candidat à la tête de la république doit être citoyen russe et âgé d'au moins 30 ans. Les candidats à la tête ne doivent pas avoir de citoyenneté étrangère ni de permis de séjour. Chaque candidat, pour être inscrit, doit recueillir au moins 5 %  des signatures des membres et chefs de municipaliés. Les candidats présentent également 3 candidatures au Conseil de la fédération et le vainqueur de l'élection nomme plus tard l'un des candidats présentés. 

## Candidats

### Potentiel
- Viatcheslav Fedorichtchev (Russie unie), gouverneur par intérim de l'oblast de Samara (2024-présent), ancien premier vice-gouverneur de l'oblast de Toula & Président du gouvernement de l'oblast de Toula (2022-2024)

## Résultats
| Candidats                | Candidats                 | Partis                  | Votes | %   |
| ------------------------ | ------------------------- | ----------------------- | ----- | --- |
|                          | Viatcheslav Fedorichtchev | Russie unie             |       |     |
|                          |                           | Parti communiste        |       |     |
|                          |                           | Parti libéral-démocrate |       |     |
|                          |                           | Russie juste            |       |     |
|                          | Autres candidats          |                         |       |     |
|                          |                           |                         |       |     |
| Votes valides            |                           |                         |       |     |
| Votes blancs et nuls     |                           |                         |       |     |
| Total                    | Total                     | Total                   |       | 100 |
| Abstention               |                           |                         |       |     |
| Inscrits / participation |                           |                         |       |     |